# Tenebroides collaris
Tenebroides collaris is een keversoort uit de familie schorsknaagkevers (Trogossitidae). De wetenschappelijke naam van de soort werd in 1807 gepubliceerd door Sturm.